# Meridià 28 a l'oest
El meridià 28 a l'oest de Greenwich és una línia de longitud que s'estén des del pol Nord travessant l'oceà Àrtic, Groenlàndia, l'oceà Atlàntic, l'oceà Antàrtic, i l'Antàrtida fins al pol Sud.
El meridià 28 a l'oest forma un cercle màxim amb el meridià 152 a l'est. Com tots els altres meridians, la seva longitud correspon a una semicircumferència terrestre, uns 20.003,932 km. Al nivell de l'Equador, és a una distància del meridià de Greenwich de 3.117 km.

## De Pol a Pol
Començant en el pol Nord i dirigint-se cap al pol Sud, aquest meridià travessa:
| Coordenades                             | País, territori o mar            | Notes |
| --------------------------------------- | -------------------------------- | --- |
| 90° 0′ N, 28° 0′ O / 90.000°N,28.000°O  | Oceà Àrtic                       | |
| 83° 28′ N, 28° 0′ O / 83.467°N,28.000°O | Groenlàndia                      | Terra de Peary septentrional |
| 83° 9′ N, 28° 0′ O / 83.150°N,28.000°O  | Fiord Frederick E. Hyde          | |
| 83° 5′ N, 28° 0′ O / 83.083°N,28.000°O  | Groenlàndia                      | Terra de Peary meridional |
| 82° 11′ N, 28° 0′ O / 82.183°N,28.000°O | Fiord Independence (Groenlàndia) | |
| 82° 2′ N, 28° 0′ O / 82.033°N,28.000°O  | Groenlàndia                      | Continent i Terra de Milne |
| 68° 35′ N, 28° 0′ O / 68.583°N,28.000°O | Oceà Atlàntic                    | |
| 39° 5′ N, 28° 0′ O / 39.083°N,28.000°O  | Portugal                         | Illa de Graciosa (Açores) |
| 39° 1′ N, 28° 0′ O / 39.017°N,28.000°O  | Oceà Atlàntic                    | |
| 38° 39′ N, 28° 0′ O / 38.650°N,28.000°O | Portugal                         | Illa de São Jorge, Açores |
| 38° 36′ N, 28° 0′ O / 38.600°N,28.000°O | Oceà Atlàntic                    | Passa a l'est de l'illa de Pico, Açores, Portugal (a 38° 25′ N, 28° 2′ O / 38.417°N,28.033°O) · Passa a l'est de l'illa Leskov, Illes Geòrgia del Sud i Sandwich del Sud (a 56° 40′ S, 28° 9′ O / 56.667°S,28.150°O) |
| 60° 0′ S, 28° 0′ O / 60.000°S,28.000°O  | Oceà Antàrtic                    | |
| 76° 13′ S, 28° 0′ O / 76.217°S,28.000°O | Antàrtida                        | Antàrtida Argentina, reclamat per Argentina · Territori Antàrtic Britànic, reclamat per Regne Unit |